# Зелений Павло Петрович
Павло Петрович Зелений (нар. 21 січня 1919, село Холосне, тепер Коростенського району Житомирської області — 12 листопада 1995, місто Коростень Житомирської області) — український радянський діяч, новатор на залізничному транспорті, старший машиніст тепловоза локомотивного депо станції Коростень Житомирської області. Герой Соціалістичної Праці (1.08.1959). Депутат Верховної Ради УРСР 6—8-го скликань (1965—1975), делегат ХХІ з'їзду КПУ та ХХІІ з'їзду КПРС.

## Біографія
Народився у селянській родині. Закінчив сільську школу.
У 1937—1939 роках працював кочегаром та помічником машиніста в паровозному депо Коростень Південно-Західної залізниці. 
У жовтні 1939 року був призваний до Червоної армії, військову службу проходив у складі 30-ї окремої залізничної бригади, учасник німецько-радянської війни. Служив рядовим, помічником командира взводу. Під час війни у складі бригади відбудовував залізничне господарство на залізницях Латвії, Естонії та на території нинішньої Калінінградської області. За порятунок вагонів з військовою технікою під час нальоту німецької авіації в 1941 році на залізничній станції Пола отримав орден «Знак Пошани».
Член ВКП(б) з грудня 1942 року.
З листопада 1945 по 1948 рік брав участь у відновлювальних роботах на залізничних напрямках Центр – Донбас та Центр – Кавказ.
У 1948 році повернувся у місто Коростень і два роки працював помічником машиніста.
У 1950 році закінчив Лубенську технічну школу і в тому ж році почав працювати машиністом, а з 1967 року машиністом 2-го класу локомотивного депо станції Коростень Південно-Західної залізниці. Виступив ініціатором руху за швидкісне водіння великовантажних поїздів при значній економії палива й мастил.
З 1974 року — на пенсії у місті Коростені Житомирської області. Похований на Північному кладовищі у місті Києві.

## Нагороди
- Герой Соціалістичної Праці (1.08.1959)
- орден Леніна (1.08.1959)
- орден Жовтневої Революції (4.05.1971)
- орден «Знак Пошани»
- орден Вітчизняної війни 2-го ст. (11.03.1985)
- медалі
- знак «Відмінний паровозник» (1951)
- знак «Почесний залізничник» (1969)
- почесний громадянин міста Коростеня (1970)